# Johannesburská deklarace o udržitelném rozvoji
Johannesburská deklarace o udržitelném rozvoji (zkráceně Johannesburská deklarace) je jeden ze dvou dokumentů udržitelného rozvoje, který přijala OSN na Světovém summitu o udržitelném rozvoji (známý také pod názvem Summit země 2002). Summit se konal v jihoafrickém Johannesburgu v roce 2002 ve dnech 26. srpna - 4. září.
Další schválený dokument vzešlý z tohoto summitu je Implementační plán ze Světového summitu o udržitelném rozvoji (známý také pod označením Implementační plán z Johannesburgu). Jedná se o dokument, který poskytuje ideový rámec (pro aktivity vedoucí k udržitelnému rozvoji) a nezavazuje jednotlivé státy k žádným opatřením. Z pohledu České republiky lze výsledky Summitu označit za relativně úspěšné, vzhledem k tomu, že: ,,potvrdily závazek mezinárodního společenství k udržitelnému rozvoji a lze očekávat další rozpracování jeho závěrů v evropském měřítku.”

## Návaznost
Oba dokumenty byly přijaty v Johannesburgu a navázaly na texty z Ria de Janeira (Agendu 21 a Deklaraci konference OSN o životním prostředí a rozvoji). Jak Johannesburská deklarace, tak Implementační plán potvrzují závazky v předchozích textech přijaté a dále je rozpracovávají. Oba dokumenty - Johannesburská deklarace i Implementační plán -  se zabývají jednotlivými pilíři udržitelného rozvoje (pilířem sociálním, ekonomickým, environmentálním), přičemž kladou důraz především na pilíř sociální a ekonomický a na jejich rovnocennost k pilíři environmentálnímu.
Deklarace je stručná, jen o trochu delší než Deklarace z Ria, ale zase o poznání kratší než Stockholmská deklarace. Jsou v ní, stejně jako v předešlých deklaracích, velice stručně vyjádřeny jasné formulace, vize a principy (konkrétních aspektů udržitelného rozvoje). Přestože některé působí obecně, jsou důležité pro jasné shrnutí toho, na čem v době konání konference panovala obecná shoda. Před samotným Summitem probíhala čtyři přípravná jednání (Preparatory Committee for the Summit), na kterých se dojednávaly jednotlivé body a ideový rámec Summitu. 

## Struktura
Dokument je strukturován do šesti částí, které dohromady obsahují 34 bodů (a poděkování).
V úvodní části pojmenované Od našich začátků do budoucnosti je řečeno, že si zástupci jednotlivých zemí uvědomují své závazky vůči současným dětem i dalším budoucím generacím a tím také vůči principům udržitelného rozvoje. 
Druhá část Od Stockholmu k Riu de Janeiru a dále k Johannesburgu ve svých čtyřech bodech krátce shrnuje historii aktivit OSN v oblasti ochrany životního prostředí a udržitelného rozvoje. 
Ve třetí části Úkoly které máme řešit jsou vytyčeny problémy dnešního globalizovaného světa. 
Čtvrtá a nejdelší část Náš závazek k udržitelnému rozvoji obsahuje dvanáct bodů, v nichž jsou stručně shrnuty základy problematiky aplikace rámce udržitelného rozvoje, která je dále rozpracována v Implementačním plánu z Johannesburgu. 
V páté části Budoucnost náleží mnohostrannosti se v jednotlivých bodech prezentuje nutnost holistického přístupu institucí k řešení problémů. 
Závěrečná šestá část Učiňme to skutkem deklaruje vědomí společných závazků k udržitelnému cíli a obsahuje poděkování vládě Jihoafrické republiky za zorganizování Světového summitu o udržitelném rozvoji.